# Marina (telenovela)
Marina (A sucessora) è una telenovela brasiliana in 126 puntate andata in onda su TV Globo dal 9 ottobre 1978 al 2 marzo 1979. 
Basata sull'omonimo romanzo di Carolina Nabuco, pubblicato nel 1934, fu la seconda telenovela scritta da Manoel Carlos che nello stesso anno aveva scritto la telenovela Maria, Maria sempre per Rede Globo.

## Trama
Rio de Janeiro, Anni '20. La giovane Marina conosce il ricco uomo d'affari Roberto Steen. L'uomo si innamora perdutamente di lei e la chiede in sposa a sua madre, Emília. Dopo il matrimonio e la luna di miele, Marina fa il suo ingresso nell'alta società di Rio. La ragazza, però, è soggetta a critiche e giudizi da parte soprattutto di sua cognata, Germana, e degli amici del marito che non cessano di tessere gli elogi della prima moglie dell'uomo, Alice. Marina si rende conto del potere che Alice ha avuto in vita sulle persone che l'hanno conosciuta, e di come tutti l'abbiano ora idealizzata. Soprattutto la governante di casa Steen, Juliana, fa di tutto per difendere il ricordo della sua defunta padrona e crea mille difficoltà a Marina che in più deve affrontare la corte serrata di suo cugino Miguel, il quale - pur di conquistare la donna - si allea con sua sorella Adélia nel tentativo di separarla da Roberto.

### Personaggi principali
- Marina Steen, interpretata da Susana Vieira, doppiata da Lella Costa

Giovane e innocente, è cresciuta in una fattoria e ha sempre condotto una vita sana e senza artifici. Sposa Roberto, vedovo di Alice, e va a vivere con lui nel palazzo di proprietà di quest'ultimo.
- Roberto Steen, interpretato da Rubens de Falco, doppiato da Antonio Paiola

Uomo ricco, raffinato e sofisticato, è innamoratissimo di Marina ma vive nell'adorazione assoluta della sua prima moglie Alice.
- Germana Steen, interpretata da Arlete Salles

Sorella di Roberto, è una donna dalla personalità molto forte, che vive la sua vita andando contro qualunque regola. Sta sempre dalla parte di suo marito Vasco (Kadu Moliterno), più giovane di lei e che forse per questo tende a rimanere soggiogato dalla donna. Inizialmente non vede di buon occhio Marina.
- Juliana, interpretata da Nathália Timberg

Governante di casa Steen, tiene ogni dettaglio sotto controllo affinché nel palazzo tutto funzioni alla perfezione. Guarda a Marina con risentimento perché ha preso il posto della sua prima padrona, Alice, che lei adorava e tuttora adora. Nutre segreti sentimenti d'amore nei confronti di Roberto e si compiace nel mettere zizzania tra lui e sua moglie.
- Miguel, interpretato da Paulo Figueiredo, doppiato da Federico Danti

Giornalista, cugino di Marina, ama da sempre la donna e non accetta che sia sposata con Roberto. Cerca di separare i due con il supporto di sua sorella Adélia.
- Adélia, interpretata da Liza Vieira, doppiata da Nicoletta Ramorino

Sorella di Miguel e al tempo stesso grande amica e confidente di Marina. Vive a Rio de Janeiro, è una ragazza che ama la bella vita, i bei vestiti e i bei ragazzi. Si innamora di Roberto e per avvicinarsi a lui riesce a conquistare la simpatia di Germana che la include nel suo ristretto gruppo di amicizie.

## Controversie –MarinavsRebecca
Quando la telenovela fece la sua comparsa sugli schermi brasiliani, in molti pensarono che la trama fosse tratta dal romanzo Rebecca, la prima moglie di Daphne du Maurier, con il quale la storia di Marina ha molte attinenze. In realtà, l'opera della du Maurier fu pubblicata nel 1938, cioè 4 anni dopo A sucessora della Nabuco, tanto che l'autrice di Rebecca fu accusata di plagio. Nel 1941, la scrittrice inglese rigettò ogni accusa scrivendo una lettera al New York Times nella quale affermò di non aver mai sentito parlare né della Nabuco né del suo romanzo se non fino all'anno precedente. Anche gli editori di Rebecca negarono qualunque corrispondenza tra le due opere letterarie. Nonostante i tentativi di negare le coincidenze tra Rebecca e A sucessora, la Nabuco era convinta che il suo lavoro fosse stato plagiato, anche in virtù del fatto che il suo editore francese - al quale la scrittrice inviò la traduzione della sua opera - era anche l'editore che in seguito avrebbe pubblicato Rebecca in Francia. La Nabuco fu ulteriormente persuasa del plagio quando nel 1940, all'uscita in Brasile del film omonimo di Alfred Hitchcock, gli avvocati della scrittrice inglese cercarono di convincere l'avvocato della Nabuco a far firmare a quest'ultima un documento in cui la scrittrice brasiliana affermava che le somiglianze tra i due testi fossero "accidentali". Sebbene gli avvocati promisero alla Nabuco che sarebbe stata "lautamente ricompensata", la donna si rifiutò di firmare quel documento.
La trama di Rebecca, la prima moglie, peraltro, fu utilizzata in una telenovela del 1967, A Sombra de Rebeca, interpretata da Yoná Magalhães e Carlos Alberto.

## Sigla
Per i titoli di testa - creati da Hans Donner, Sérgio Liuzzi e Nilton Nunes - furono utilizzate 25 cartoline romantiche dell'epoca appartenenti alla collezione privata di Ismênia Dantas, moglie dell'attore Nélson Dantas. Il tema musicale, intitolato Odeon, fu scritto da Ernesto Nazareth e Vinícius de Moraes ed eseguito da Nara Leão. In Italia come sigla fu usata una versione solo strumentale della canzone.

## Distribuzione
Marina fu esportata in circa 50 Paesi, tra cui l'Angola, i Paesi Bassi, la Svizzera, la Francia, la Spagna e la Russia. In Italia, è stata trasmessa a partire dal 7 febbraio 1983 su Rete 4.

## Curiosità
- I due attori protagonisti Rubens de Falco e Susana Vieira ebbero una breve relazione durante le riprese della telenovela.